# Emmanuel Rakotovahiny
Emmanuel Rakotovahiny (Toliara, 16 agosto 1938 – 1º luglio 2020) è stato un politico malgascio.
Fu Primo ministro del Madagascar dal 30 ottobre 1995 al 28 maggio 1996.